# العلاقات الأسترالية الألبانية
العلاقات الأسترالية الألبانية هي العلاقات الثنائية التي تجمع بين أستراليا وألبانيا.

## مقارنة بين البلدين
هذه مقارنة عامة ومرجعية للدولتين:
| وجه المقارنة                                              | أستراليا                                   | ألبانيا                                                    |
| --------------------------------------------------------- | ------------------------------------------ | ---------------------------------------------------------- |
| المساحة (كم2)                                             | 7.69 مليون                                 | 28.75 ألف                                                  |
| عدد السكان (نسمة)                                         | 24.51 مليون                                | 3.02 مليون                                                 |
| الكثافة السكانية (ن./كم²)                                 | 3.19                                       | 105.04                                                     |
| العاصمة                                                   | كانبرا، ملبورن                             | تيرانا                                                     |
| اللغة الرسمية                                             | لغة إنجليزية                               | اللغة الألبانية                                            |
| العملة                                                    | دولار أسترالي، جنيه إسترليني، جنيه أسترالي | ليك ألباني                                                 |
| الناتج المحلي الإجمالي (بليون دولار)                      | 1.32 تريليون                               | 13.04 مليار                                                |
| الناتج المحلي الإجمالي (تعادل القوة الشرائية) بليون دولار | 1.10 تريليون                               | 33.17 مليار                                                |
| الناتج المحلي الإجمالي الاسمي للفرد دولار أمريكي          | 56.31 ألف                                  | 3.94 ألف                                                   |
| الناتج المحلي الإجمالي للفرد دولار أمريكي                 | 45.92 ألف                                  | 11.11 ألف                                                  |
| مؤشر التنمية البشرية                                      | 0.939                                      | 0.764                                                      |
| رمز المكالمات الدولي                                      | +61                                        | +355                                                       |
| رمز الإنترنت                                              | .au                                        | .al                                                        |
| المنطقة الزمنية                                           |                                            | توقيت وسط أوروبا، ت ع م+01:00، ت ع م+02:00، أوروبا/تيرانا ‏ |

## مدن متوأمة
في ما يلي قائمة باتفاقيات التوأمة بين مدن أسترالية وألبانية:
- ترتبط شيبارتون مع كورتشي باتفاقية توأمة.

## منظمات دولية مشتركة
يشترك البلدان في عضوية مجموعة من المنظمات الدولية، منها:
| علم المنظمة | اسم المنظمة                               | تاريخ انضمام أستراليا | تاريخ انضمام ألبانيا |
| ----------- | ----------------------------------------- | --------------------- | -------------------- |
|             | الاتحاد البريدي العالمي                   | ?                     | ?                    |
|             | مؤسسة التنمية الدولية                     | 24 سبتمبر 1960        | 15 أكتوبر 1991       |
|             | منظمة حظر الأسلحة الكيميائية              | ?                     | ?                    |
|             | منظمة التجارة العالمية                    | ?                     | ?                    |
|             | الأمم المتحدة                             | 1 نوفمبر 1945         | 14 ديسمبر 1955       |
|             | وكالة ضمان الاستثمار متعدد الأطراف        | 10 فبراير 1999        | 15 أكتوبر 1991       |
|             | منظمة الشرطة الجنائية الدولية             | ?                     | ?                    |
|             | مؤسسة التمويل الدولية                     | 20 يوليو 1956         | 15 أكتوبر 1991       |
|             | الاتحاد الدولي للاتصالات                  | 27 مايو 1878          | 2 يونيو 1922         |
|             | البنك الدولي للإنشاء والتعمير             | 5 أغسطس 1947          | 15 أكتوبر 1991       |
|             | المركز الدولي لتسوية المنازعات الاستشارية | 1 يونيو 1991          | 14 نوفمبر 1991       |
|             | يونسكو                                    | 4 نوفمبر 1946         | 16 أكتوبر 1958       |

## أعلام
هذه قائمة لبعض الشخصيات التي تربطها علاقات بالبلدين:
- إبراهيم بالا (ملاكم أسترالي، 1 أكتوبر 1990 – )
- غابرييلا كيلمي (10 أكتوبر 1991[27][28] – )
- لابينوت هاليتي (لاعب كرة قدم أسترالي، 26 أكتوبر 1985[29] – )

## وصلات خارجية
- موقع وزارة الخارجية الأسترالية
- موقع وزارة الخارجية الألبانية